# The Last Resort (album)
 For alternative betydninger, se The Last Resort. (Se også artikler, som begynder med The Last Resort)
The Last Resort er Anders Trentemøllers meget anmelderroste debutalbum. Albummet blev udgivet i 2006 på CD, begrænset 2CD hvor cd 2 er en "Limited Edition Bonus CD" og 2LP af det tyske pladeselskab Poker Flat Recordings.

## Spor
1. Take Me into your skin (7:34)
2. Vamp (4:55)
3. Evil Dub (6:10)
4. Always Something Better (6:13)
5. While the cold winter waiting (5:15)
6. Nightwalker (5:53)
7. Like Two Stranger (3:42)
8. The Very last ressort (8:49)
9. Snowflake (9:22)
10. Chameleon (8:01)
11. Into the trees Serenetti part 2 (7:17)
12. Moan (5:53)
13. Miss You (4:07)

Spilletid: 1 time 23 minutter 11 sekunder